# Saint-Bonnet-sur-Gironde
Saint-Bonnet-sur-Gironde ist eine französische Gemeinde mit 840 Einwohnern (Stand 1. Januar 2022) im Département Charente-Maritime in der Region Nouvelle-Aquitaine (vor 2016 Poitou-Charentes); sie gehört zum Arrondissement Jonzac und zum Kanton Pons. Die Einwohner werden Saint-Bonnetais genannt.

## Geographie
Saint-Bonnet-sur-Gironde liegt etwa siebzig Kilometer nördlich von Bordeaux nahe dem Ästuar der Gironde. Umgeben wird Saint-Bonnet-sur-Gironde von den Nachbargemeinden Saint-Sorlin-de-Conac im Westen und Norden, Saint-Georges-des-Agoûts im Norden, Semoussac im Norden und Nordosten, Saint-Martial-de-Mirambeau im Nordosten, Mirambeau im Osten, Pleine-Selve im Südosten, Saint-Palais im Südosten und Süden sowie Saint-Ciers-sur-Gironde im Süden und Südwesten.

## Bevölkerungsentwicklung
| Jahr                       | 1962 | 1968 | 1975 | 1982 | 1990 | 1999 | 2006 | 2019 |
| Einwohner                  | 1018 | 1003 | 901  | 899  | 819  | 838  | 852  | 826  |
| Quellen: Cassini und INSEE |      |      |      |      |      |      |      |      |

## Sehenswürdigkeiten

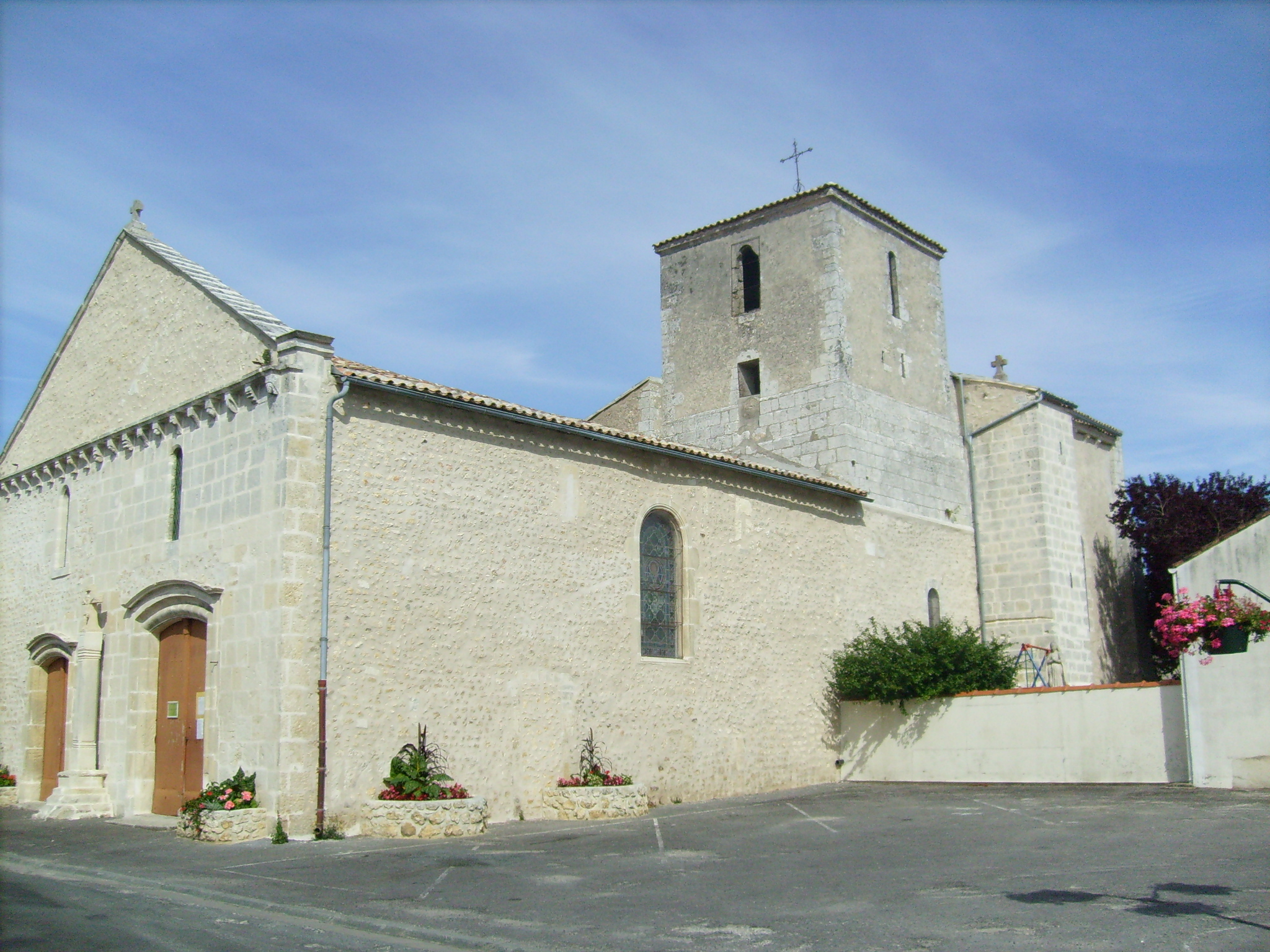
Kirche Saint-Bonnet

- Kirche Saint-Bonnet aus dem 12. Jahrhundert